# Calendario comercial
El Calendario Comercial indica las fechas en las que las tiendas y comercios pueden abrir al público durante los días festivos (es decir los días no laborales). Puesto que el Calendario laboral lo fija cada comunidad Autónoma y cada Ayuntamiento, son estos mismos los que mediante publicación en el respectivo DO (diario oficial) fijan también el Calendario Comercial. Típicamente a mediados de diciembre de cada año se publica el calendario que regirá al año siguiente.
El Calendario Comercial consta de dos calendarios:
1. El Calendario comercial de la Comunidad Autónoma: de apertura de establecimientos en domingos y festivos.
2. El Calendario comercial del Ayuntamiento: de apertura de los establecimientos comerciales durante sus fiestas locales.

## Calendario Comercial en España

### Calendario Comercial en Madrid

#### Liberalización de horarios en Madrid (2012 en adelante)
El 15/07/2012 entra en vigor la Ley 2/2012, de 12 de junio, de Dinamización de la Actividad Comercial en la Comunidad de Madrid, que permite que todos los comercios (independientemente de su superficie) puedan abrir las 24 horas durante los 365 días del año.
Por tanto, a partir de ese momento es cada comercio quien por sí mismo decide qué días abrir y cuáles no. Observándose que en esta Comunidad, la casi totalidad de grandes superficies, opta por realizar una apertura durante todos los días del año.
Dado su doble naturaleza, en el caso de Madrid los responsables de su creación son:

#### Calendario Comercial en Madrid (2012)
1. Comunidad Autónoma: Decreto 180/2011, de 29 de diciembre, del Consejo de Gobierno, por el que se establece el calendario comercial de apertura de establecimientos en domingos y festivos durante el año 2012 (BOCM nº310 de 30 de diciembre de 2011) (enlace roto disponible en Internet Archive; véase el historial, la primera versión y la última).
2. Ayuntamiento: Consejería de Economía y Hacienda.

NOTA: Este calendario estará en vigor hasta el 14/07/2012 fecha a partir de la cual entra en vigor la nueva ley de liberalización de horarios comerciales.

#### Calendario Comercial en Madrid (2011)
1. Comunidad Autónoma: Decreto 87/2010, de 16 de diciembre, del Consejo de Gobierno, por el que se establece el calendario comercial de apertura de establecimientos en domingos y festivos durante el año 2011 (BOCM nº306 de 23 de diciembre de 2010)
2. Ayuntamientos: Orden de 29 de diciembre de 2010, por la que se autoriza a determinados municipios la apertura de los establecimientos comerciales durante sus fiestas locales de 2011 (BOCM nº15 de 19 de enero de 2011)

#### Calendario Comercial en Madrid (2010)
1. Comunidad Autónoma: Decreto 102/2009, de 17 de diciembre, por el que establece el calendario comercial de apertura de establecimientos en domingos y festivos durante el año 2010 (BOCM nº303 de 22 de diciembre de 2009) (enlace roto disponible en Internet Archive; véase el historial, la primera versión y la última).
2. Ayuntamientos: Orden de 29 de diciembre de 2009, por la que se autoriza a determinados municipios la apertura de los establecimientos comerciales durante sus fiestas locales de 2010 (BOCM nº15 de 19 de enero de 2010) (enlace roto disponible en Internet Archive; véase el historial, la primera versión y la última).

#### Calendario Comercial en Madrid (2009)
1. Comunidad Autónoma: Decreto 160/2008, de 11 de diciembre, del Consejo de Gobierno, por el que se establece el calendario comercial de apertura de establecimientos en domingos y festivos durante el año 2009 (BOCM nº300, de 17 de diciembre de 2008) (enlace roto disponible en Internet Archive; véase el historial, la primera versión y la última).
2. Ayuntamientos:

#### Calendario Comercial en Madrid (2008)
1. Comunidad Autónoma: Decreto 153/2007, de 20 de diciembre, por el que se establece el calendario comercial de apertura de establecimientos en domingos y festivos durante el año 2008 (BOCM nº 307, de 26 de diciembre de 2007) (enlace roto disponible en Internet Archive; véase el historial, la primera versión y la última).
2. Ayuntamientos: Orden 3895/2007, de diciembre, por la que se autoriza a determinados Municipios la apertura de establecimientos comerciales durante sus Fiestas Locales de 2008. (BOCM nº 11, de 14 de enero de 2008) (enlace roto disponible en Internet Archive; véase el historial, la primera versión y la última).

## Controversia
Críticas al calendario comercial para 2012 (enlace roto disponible en Internet Archive; véase el historial, la primera versión y la última).